# Mohammed Aïssaoui
Mohammed Aïssaoui (Arabisch: محمد ايساوى) (Algiers, 1 januari 1964) is een Frans schrijver en journalist. Sinds 2001 werkt hij voor Le Figaro littéraire.

## Publicaties
- 2006: Le Goût d'Alger. Paris: Mercure de France. 2006. p. 131. ISBN 978-2-7152-2590-9
- 2010: L'Affaire de l'esclave Furcy [fr]. Hors série littérature. Paris: Éditions Gallimard. 2010. p. 208. ISBN 978-2-07-012867-9
- 2012: L'Étoile jaune et le Croissant. Gallimard. 2012. p. 176. ISBN 978-2-07-013891-3
- 2014: Petit éloge des souvenirs,  Gallimard, 128 p. ISBN 978-2-07-045932-2
- 2015: Comment dit-on humour en arabe ?. Paris: Folio. 22 oktober 2015. p. 144. ISBN 978-2-07-046645-0
- 2020: Les Funambules, Paris, Gallimard, coll. « Blanche », 2020, 224 p. ISBN 978-2-07-290407-3
- 2023: Le Dictionnaire amoureux d'Albert Camus (Plon), 2023, 524 p. ISBN 978-2-25-930555-6